# A tutto reality - Il tour
A tutto reality - Il tour (Total Drama World Tour) è la terza serie animata del franchise canadese A tutto reality, preceduta da A tutto reality - L'isola e A tutto reality - Azione!. Il cartone è andato in onda tra giugno e ottobre 2010 sul canale canadese Teletoon. In Italia è stato trasmesso da K2 nel 2011.
A differenza delle serie precedenti, questa non ha avuto nell'edizione italiana la striscia Daytime con Antonella Elia (che introduceva le puntate precedenti) ed è stata anche la prima ad avere il testo della sigla tradotto in italiano. La stagione in Italia è stata trasmessa il 27 marzo 2011 e la vincitrice nella versione italiana è stata Heather mentre in quella canadese Alejandro.

## Trama
Dopo la fine di A tutto reality - Azione!, i 22 concorrenti sono stati nominati per i premi Gemmie per il miglior spettacolo ma hanno perso e perciò hanno dovuto fare una gara su un autobus per trovare i concorrenti del "nuovo reality". Caduti da un dirupo, alcuni sono andati in cerca di aiuto, abbandonando l'autobus. Il conduttore Chris McLean salva i concorrenti nel dirupo e li porta sul set di A tutto reality - Il tour, mentre chi è andato in cerca di aiuto non fa parte della nuova stagione.
I nuovi concorrenti sono Alejandro, Bridgette, Cody, Courtney, DJ, Duncan, Ezekiel, Gwen, Harold, Heather, Izzy, Lindsay, LeShawna, Noah, Owen, Tyler e Sierra, ma a metà della stagione ne arriva una nuova, Blaineley, per un totale di 18 concorrenti.
I partecipanti arriveranno nell'aeroporto dove un grosso aereo li attende al fine di viaggiare in tutto il mondo per 7 settimane. La novità di questa stagione è che i concorrenti, al sentire il suono di una campanella, devono cantare, altrimenti saranno eliminati. Il vincitore riceverà il premio di 1 milione di dollari. I concorrenti eliminati dovranno fare il "Volo della Vergogna", nel quale si deve saltare dall'aereo, dalla stanza in cui si svolgono le cerimonie di eliminazione.
I concorrenti che non partecipano in questa stagione sono: Geoff, Beth, Eva, Katie, Sadie, Justin e Trent; appaiono nel Doposhow come commentatori.

### Doposhow
Un evento che avviene ogni 6 puntate è A tutto reality - Il tour Doposhow, condotto da Geoff e Blaineley; dal secondo si unisce anche Bridgette. Nel Doposhow, i conduttori intervistano i concorrenti eliminati riguardo alle esperienze di A tutto reality - Il tour. Essi sono accompagnati da concorrenti di "A tutto reality - L'isola" e "A tutto reality - Azione!" che non si sono qualificati per "A tutto reality - Il tour", e dai concorrenti che successivamente saranno eliminati.
Nei Doposhow si possono vedere "filmati mai visti prima", "Cose che lasciano il segno" (un segmento dove si vedono i concorrenti che si feriscono gravemente), e "Verità o...". Blaineley inoltre introduce 3 segmenti: "A Tutto Reality: i fuggitivi" (dove vengono mostrate le immagini di concorrenti che misteriosamente non sono venuti al Doposhow quali Duncan ed Ezekiel, di cui vengono mostrati numerosi avvistamenti, e Chris che sta cercando Duncan), "A Tutto Cazzotto" (in cui due persone fanno rissa) e, nel secondo Doposhow, "Il Mondo degli Animali di DJ" (utilizzato per raccogliere più in fretta i soldi, ma con inaspettate conseguenze). Geoff invece aggiunge "Spappola Cervello", un segmento in cui, sempre per ricavare soldi, tempesta Genialoide (Izzy) di domande alle quali dovrà rispondere giusto per non finire nella vasca sottostante, piena di squali.
Nel primo Doposhow vengono solo intervistati i concorrenti eliminati, nel secondo vengono raccolti soldi per l'aereo di Chris e per lo studio del Doposhow, nel terzo c'è una sfida per far rientrare in gioco un concorrente. Geoff proclamerà vincitrice Blaineley, solo per non averla più tra i piedi nel programma. Il quarto Doposhow si svolge alle Hawaii, luogo della finale.
|                                          | Il Doposhow:                            | Il Doposhow:                             | Il Doposhow:                                                                     | Il Doposhow:                                                                                 |
| 6                                        | 12                                      | 18                                       | 24                                                                               |                                                                                              |
| "1º Doposhow:Bridgette in acque agitate" | "2º Doposhow:Pronto Intervento Reality" | "3º Doposhow:Sfida di Recupero"          | "4º Doposhow:I Tre Finalisti"                                                    |                                                                                              |
| ---------------------------------------- | --------------------------------------- | ---------------------------------------- | -------------------------------------------------------------------------------- | -------------------------------------------------------------------------------------------- |
| Conduttori                               | Geoff Blaineley                         | Geoff Bridgette Blaineley                | Geoff Blaineley                                                                  | Geoff Bridgette                                                                              |
| Ospiti speciali                          | Harold Bridgette                        | Lindsay DJ LeShawna Izzy                 | Noah (Sì) Tyler (Sì) Gwen                                                        | Owen e Blaineley (per Heather) Courtney (per Alejandro) Harold (per Cody) Duncan             |
| Commentatori                             | Eva Beth Katie Sadie Trent Justin       | Eva Beth Katie Sadie Trent Justin Harold | Eva Beth (Sì) Katie Sadie Trent Justin Harold LeShawna (Sì) Lindsay (Sì) Izzy DJ | Eva Beth Katie Sadie Trent Justin Harold (per Cody) LeShawna Lindsay Izzy DJ Gwen Tyler Noah |

- Nella terza puntata avviene una gara di ripescaggio: solo cinque eliminati vi partecipano, quelli con scritto (Sì).
- Anche Blaineley, in realtà, partecipa alla Sfida Di Recupero (infatti alla fine vince lei).
- Nel Quarto Doposhow c'è una sfida a premio in cui gareggiano:
  - Courtney per Alejandro
  - Harold per Cody
  - Blaineley (e Owen, ma solo per aiutarla) per Heather
- La vincitrice è Courtney, che conquista per Alejandro una carriola, seguita da Harold con un passeggino per Cody e da Blaineley, che vince una "gran quantità di bava di orso" per Heather.

## Episodi
| Stagione | Episodi | Paese       | Canale          | Prima TV       | Fine TV          |
| -------- | ------- | ----------- | --------------- | -------------- | ---------------- |
| 3        | 26      | Canada      | Teletoon        | 10 giugno 2010 | 24 aprile 2011   |
| 3        | 26      | Stati Uniti | Cartoon Network | 21 giugno 2010 | 15 novembre 2010 |
| 3        | 26      | Italia      | K2              | 27 marzo 2011  | 14 giugno 2011   |

## Personaggi e interpreti
| Personaggio           | Voce originale       | Voce italiana        |
| Host                  | Host                 | Host                 |
| --------------------- | -------------------- | -------------------- |
| Chris McLean          | Christian Potenza    | Alessandro Quarta    |
| Chef Hatchet          | Clé Bennett          | Roberto Draghetti    |
| Concorrenti           |                      |                      |
| Alejandro             | Marco Grazzini       | Gabriele Lopez       |
| Sierra                | Annick Obonsawin     | Stella Musy          |
| Blaineley             | Carla Collins        | Claudia Razzi        |
| Bridgette             | Kristin Fairlie      | Ilaria Latini        |
| DJ                    | Clé Bennett          | Simone Crisari       |
| Gwen                  | Megan Fahlenbock     | Laura Latini         |
| Heather               | Rachel Wilson        | Monica Ward          |
| Izzy                  | Katie Crown          | Micaela Incitti      |
| Harold                | Brian Froud          | Luigi Morville       |
| Courtney              | Emilie Barlow        | Monica Vulcano       |
| Duncan                | Drew Nelson          | Christian Iansante   |
| Owen                  | Scott McCord         | Fabrizio Vidale      |
| Tyler                 | Peter Oldring        | Fabrizio Manfredi    |
| Leshawna              | Novie Edwards        | Laura Lenghi         |
| Cody                  | Peter Oldring        | Davide Perino        |
| Lindsay               | Stephanie Anne Mills | Alessia Amendola     |
| Noah                  | Carter Hayden        | Andrea Mete          |
| Ezekiel               | Peter Oldring        | Gianluca Crisafi     |
| Commentatori Doposhow |                      |                      |
| Beth                  | Sarah Gadon          | Antonella Baldini    |
| Geoff                 | Dan Petronijevic     | Stefano Crescentini  |
| Katie                 | Stephanie Anne Mills | Gemma Donati         |
| Sadie                 | Lauren Lipson        | Letizia Ciampa       |
| Trent                 | Scott McCord         | Alessandro Campaiola |
| Justin                | Adam Reid            | Massimiliano Alto    |
| Eva                   | Julia Chantrey       | Laura Niccolò        |

## Colonna sonora
| Episodio | Numero | Titolo originale              | Titolo italiano             | Cantanti                                                        |
| -------- | ------ | ----------------------------- | --------------------------- | --------------------------------------------------------------- |
| 1        | 1      | Come Fly with Us              | Voliamo via                 | Tutti tranne Owen                                               |
| 2        | 2      | Lovin' Time                   | Tempo d'amar                | Tutti tranne Ezekiel                                            |
| 2        | 3      | Rowin' Time                   | Remiamo dai                 | Tutti                                                           |
| 3        | 4      | Before We Die                 | Prima di morire             | Tutti                                                           |
| 4        | 5      | Stuck to a Pole               | Povera lei!                 | Bridgette e la Squadra delle Amazzoni tranne Cody               |
| 5        | 6      | What's Not to Love?           | Non manca niente a New York | Tutti tranne Cody, DJ, Tyler, Izzy e Alejandro                  |
| 6        | 7      | Baby                          | Baby                        | Harold, Trent e Justin                                          |
| 6        | 8      | I'm Sorry                     | Scusa                       | Bridgette                                                       |
| 7        | 9      | Eine Kleine                   | La ballata del festivalanga | Tutti tranne Tyler, Izzy, Cody e DJ                             |
| 8        | 10     | Gypsy Rap                     | Rap degli Zing Zing         | Squadra delle Amazzoni tranne Courtney                          |
| 9        | 11     | Oui, My Friends               | Oui, Amiche!                | Sierra, Owen e Noah                                             |
| 10       | 12     | Sea Shanty                    | In mezzo al mar             | Tutti tranne Noah                                               |
| 11       | 13     | Oh My Izzy                    | Oh, Izzy                    | Owen e Gwen                                                     |
| 12       | 14     | Save This Show                | Salva il nostro Show        | Bridgette e Geoff                                               |
| 12       | 15     | Sisters                       | Forza!                      | Leshawna                                                        |
| 13       | 16     | Changing Guard                | Il cambio della guardia     | Tutti tranne Tyler e Cody                                       |
| 14       | 17     | Greek Fight for the Gold      | Battaglia per l'oro         | Duncan e Gwen                                                   |
| 15       | 18     | Boyfriend Kisser              | L'ha baciato                | Courtney e Heather tranne il resto della squadra delle Amazzoni |
| 16       | 19     | Shear the Sheep               | Dai, tosiamola!             | La squadra delle Amazzoni tranne Cody e Sierra                  |
| 17       | 20     | Gwen's Face                   | Il volto di Gwen            | Tutti tranne Cody                                               |
| 18       | 21     | Her Real Name Isn't Blaineley | Il suo vero nome            | Geoff, Justin, Trent, Harold e Blaineley                        |
| 19       | 22     | Blainerific                   | Bleccezionale               | Chris, tutti i concorrenti tranne Alejandro, Sierra e Cody      |
| 20       | 23     | A Chinese Lesson              | Lezione di Cinese           | Chris e tutti i concorrenti tranne Courtney                     |
| 21       | 24     | Wake Up                       | Sveglia!                    | Heather, Alejandro, Duncan e Sierra                             |
| 22       | 25     | Condor                        | Condor                      | Alejandro, Cody, Sierra e Heather                               |
| 23       | 26     | This Is How We Will End It!   | È così che finisce          | Alejandro e Heather                                             |
| 24       | 27     | Who You Gonna Root For?       | Scegli chi ti piace         | Bridgette, Geoff, Harold e Courtney                             |
| 24       | 28     | I'm Winning This              | So che vincerò              | Courtney, Harold e Owen                                         |
| 25       | 29     | I'm Gonna Make It             | Non puoi fermarmi           | Alejandro, Heather, Cody e Sierra                               |
| 26       | 30     | Versus                        | La mia battaglia            | Alejandro, Heather, Courtney e Harold                           |

Nota: Nella trasmissione italiana, le canzoni sono state tutte sia ricantate sia sottotitolate sul modello karaoke e trasmesse anche separatamente dalle puntate come promo per la serie.